# Escuela Técnica Superior de Ingeniería Agronómica (Universidad de Sevilla)
La Escuela Técnica Superior de Ingeniería Agronómica de Sevilla es una Escuela perteneciente a la Universidad de Sevilla desde el año 1989, fruto de la Escuela de Peritos Agrícolas de la extinta Universidad Laboral de Sevilla. Es el único centro de dicha universidad situado en las inmediaciones de la Universidad Pablo de Olavide. Actualmente se imparte en esta facultad el Grado en Ingeniería Agrícola tras haber sido adaptada la docencia al Espacio Europeo de Educación Superior, de este modo la facultad cambió su nombre de Escuela Universitaria de Ingeniería Técnica Agrícola (EUITA) por el actual.

## Departamentos docentes
De los departamentos que imparten clase solo el primero tiene su sede en la Escuela Técnica Superior de Ingeniería Agronómica
- Departamento de Agronomía
- Departamento de Biología Vegetal y Ecología
- Departamento de Cristalografía, Mineralogía y Química Agrícola
- Departamento de Economía Aplicada II
- Departamento de Física Aplicada I
- Departamento de Ingeniería Aeroespacial y Mecánica de Fluidos
- Departamento de Ingeniería Gráfica
- Departamento de Matemática Aplicada I

## Instalaciones
- Biblioteca: La biblioteca cuenta con más de 100 puestos individuales de estudio y varios puntos de acceso a la red.
- Aula de Informática: El aula está subdividida en 6 módulos con 12 ordenadores operativos por módulo más uno para el profesor.
- Campos de Prácticas: La Escuela cuenta con varios campos de prácticas. El más próximo a la escuela posee 4 invernaderos y 1 umbráculo y una pequeña parcela. Tras ésta se encuentran dos campos vallados uno destinado a cultivos herbáceos y el otro a leñosos. Hay que añadir la nave de la maquinaria y dos invernaderos más destinados a investigación. Desde 2002 en la nave de la maquinaria hay instalada una Granja Didáctico-Experimental, que incluye un laboratorio de incubación situado en el edificio principal de la Escuela.[3]